# Ben 10: Omniverse
Ben 10: Omniverse er en amerikansk tegnefilmserie fra 2012, og den fjerde serie i Cartoon Network's Ben 10-franchise (og seriefinalen i den originale kontinuitet).

## Handling
Ben Tennyson får tildelt en ny makker som hedder Rook Blonko efter hans kusine Gwen tager på college, mens Kevin tager med hende for at være tættere på hende.

## Karakterer

### Hovedpersoner
- Benjamin Kirby "Ben" Tennyson (stemme af Yuri Lowenthal)
- Rook Blonko (stemme af Bumper Robinson)
- Maxwell "Max" Tennyson (stemme af Paul Eiding)